# Буковец (комуна, Тіміш)
Буковец (рум. Bucovăț) — комуна у повіті Тіміш в Румунії. До складу комуни входять такі села (дані про населення за 2002 рік):
- Базошу-Ноу (260 осіб)
- Буковец (1150 осіб)

Комуна розташована на відстані 397 км на північний захід від Бухареста, 11 км на схід від Тімішоари.

## Населення
У 2009 році у комуні проживали 1423 особи.